# Волошинський Яків Якович
Волошинський Яків Якович (1821, Крем'янець — 1875, Волинь) — український історик, археолог, нумізмат.

## Біографія
Народився в сім'ї секретаря правління Київського університету Якова Степановича Волошинського, керуючого справами та нерухомістю. Після закінчення університету Св. Володимира у Києві та здобуття ступеня кандидата юридичних наук 28.10.1844 р. був призначений на посаду помічника бібліотекаря університету, до обов'язків якого входила опіка над нумізматичним зібранням.
1852 р. у зв'язку з виокремленням Мінцкабінету в окремий підрозділ, наказом Ради університету ученого призначають його хранителем, а в наступному, 1853 р., після археологічної експедиції у Васильківський повіт з метою вивчення стародавніх курганів, його призначають керівником Музею старожитностей. У результаті планомірних розкопок в Луцьку, на його околицях та у Київській губернії фонди старожитностей зросли до 1500 предметів.
Після виходу на пенсію у 1865 р. жив у помісті Волинської губернії, де продовжував археологічні дослідження, зокрема, обстежував городища Будераж, Листвин, Мала Мощаниця. Брав участь у ІІІ Археологічному з'їзді в Києві.

## Наукова діяльність
1861 р. учений на вимогу Київського цивільного губернатора уперше офіційно здійснив експертизу скарбу, виявленого у володіннях поміщика Стародубова. Завдяки цій справі учений почав серйозне клопотання про охорону місцевою владою виявлених скарбів як пам'яток історії і культури. До честі ученого його активні дії успішно завершились Розпорядженням Київського губернського правління «рос. О присылке выкопанных в местных краях кладов в том виде, в коем они найдены, не подвергая даже очищению». Можливо, завдяки саме його турботам протягом ще півстоліття скарби південно-західних губерній потрапляли вже у Київський Мінцкабінет, незважаючи на виняткове право розпоряджатися ними, надане Імператорській археологічній комісії.
Яків Волошинський — один із перших археологів-дослідників Луцька. У 1857 р. він обстежив руїни церкви Св. Івана Богослова у Верхньому замку, виявив у південній частині храму під підлогою одинарне поховання у цегляній камері, перекритій кам'яною плитою. Паралельно він провів археологічні дослідження в околицях Луцька: розкопах три кургани на могильнику у Пересопниціта один курган біля села Красного на Стирі (тепер у межах Луцька). Результати розкопок були висвітлені на сторінках «рос. Краткого отчета Императорского университета им. Св. Владимира за 1857 г.», а також в опублікованих Т.-Ю. Стецьким записках учасника розкопок Теофіла Стипулковського. Вони свідчили про широкі зацікавлення давньою історією Волині, які існували у колах київської інтелігенції. Ці ж розкопки визнані українськими фахівцями-археологами першими науковими розкопками княжої доби в Україні.
Я.Волошинський активно використовував музейні збірки в навчальному процесі, і з 1862 р. був викладачем Київського університету.
1862 року здійснив розкопки великого курганного могильника Зарубинецької культури Батиєва могила (Батиєві могили) на Батиєвій горі в Києві. Він складався із бл. 50 курганів. Могильник втрачено наприкінці 19 століття при забудові гори.